# Avi Arad
Avi Arad (em hebraico: אבי ארד; Ramat Gan, 1 de agosto de 1948) é um empresário israelense-americano. Foi o presidente da empresa Toy Biz (renomeada Marvel Toys) nos anos 90, enquanto de 1993 até 2006 ele foi o presidente e diretor criativo da então Marvel Enterprises, hoje conhecida como Marvel Entertainment. Arad produziu numerosos filmes e desenhos animados baseados em personagens da Marvel Comics. Ele também fundou a Marvel Studios. Em maio de 2006, Arad renunciou a várias posições na Marvel, incluindo sua liderança na Marvel Studios para formar a Arad Productions.

## Trabalhos como produtor
| Produtor - Demolidor - O Homem sem Medo (2003) - Hulk (2003) - O Justiceiro (2004) - Homem-Aranha 2 (2004) - Elektra (2005) - O Homem-Coisa - A Natureza do Medo (2005) - Quarteto Fantástico (2005) - X-Men: O Confronto Final (2006) - Motoqueiro Fantasma (2007) - Homem-Aranha 3 (2007) - Quarteto Fantástico e o Surfista Prateado (2007) - Bratz: O Filme (2007) - Homem de Ferro (2008) - O Incrível Hulk (2008) - Motoqueiro Fantasma: Espírito de Vingança (2011) - O Espetacular Homem-Aranha (2012) - Robosapien: Rebooted (2013) - O Espetacular Homem-Aranha 2: A Ameaça de Electro (2014) - A Vigilante do Amanhã (2017) - Venom (2018) - Homem-Aranha: No Aranhaverso (2018) - Venom: Tempo de Carnificina (2021) - Morbius (2022) - Uncharted (2022) - Homem-Aranha: Através do Aranhaverso (2023) - Borderlands (TBA) | Produtor executivo - Blade: O Caçador de Vampiros (1998) - X-Men (2000) - Blade II (2002) - Homem-Aranha (2002) - X-Men 2 (2003) - Blade Trinity (2004) - The Killing Floor (2007) - Gamba: Ganba to nakamatachi (2015) - Homem-Aranha: De Volta ao Lar (2017) - Homem-Aranha: Longe de Casa (2019) - Homem-Aranha: Sem Volta para Casa (2021) |  |

### Filme lançado diretamente em mídia doméstica
| Ano  | Título                                   | Produtor Executivo | Roteirista |
| ---- | ---------------------------------------- | ------------------ | ---------- |
| 2006 | Ultimate Avengers: The Movie             | Sim                |            |
| 2006 | Ultimate Avengers 2: Rise of the Panther | Sim                |            |
| 2007 | The Invincible Iron Man                  | Sim                | Story      |
| 2007 | Doctor Strange: The Sorcerer Supreme     | Sim                |            |

### Televisão
| Ano       | Título                                  | Produtor Execuivo | Criador   | Notas       |
| --------- | --------------------------------------- | ----------------- | --------- | ----------- |
| 1992      | King Arthur and the Knights of Justice  | Sim               |           |             |
| 1993–1994 | Double Dragon                           | Sim               |           |             |
| 1993      | The Bots Master                         | Sim               |           |             |
| 1994      | Homem de Ferro                          | Sim               |           |             |
| 1994      | Quarteto Fantástico                     | Sim               |           |             |
| 1994–1995 | Homem-Aranha                            | Sim               |           |             |
| 1996–1997 | O Incrível Hulk                         | Sim               |           |             |
| 1996      | Geração X                               | Sim               |           | Piloto      |
| 1998      | Surfista Prateado                       | Sim               |           |             |
| 1998      | Nick Fury: Agent of S.H.I.E.L.D.        | Sim               |           | Filme de TV |
| 1999–2001 | Spider-Man Unlimited                    | Sim               | Developer |             |
| 1999–2000 | The Avengers: United They Stand         | Sim               |           |             |
| 2000–2003 | X-Men: Evolution                        | Sim               |           |             |
| 2001      | Mutant X                                | Sim               | Sim       |             |
| 2003      | Spider-Man: The New Animated Series     | Sim               |           |             |
| 2006      | Blade: The Series                       | Sim               |           |             |
| 2006      | Fantastic Four: World's Greatest Heroes | Sim               |           |             |
| 2008      | Iron Man: Armored Adventures            | Sim               |           |             |
| 2008      | O Espetacular Homem-Aranha              | Sim               |           |             |
| 2009      | Wolverine e os X-Men                    | Sim               |           |             |
| 2013      | Pac-Man e as Aventuras Fantasmagóricas  | Sim               | Developer |             |
| 2016–2018 | Kong: Rei dos Macacos                   | Sim               | Developer |             |
| 2017–2018 | Tarzan and Jane                         | Sim               | Developer |             |
| 2017–2018 | Super Monsters                          | Sim               | Sim       |             |